# Verwaltungsgemeinschaft Flechtingen
Die Verwaltungsgemeinschaft Flechtingen war eine Verwaltungsgemeinschaft im Landkreis Börde in Sachsen-Anhalt.
Die Verwaltung fand in 3 Standorten statt. Hauptsitz war Flechtingen, hier waren Einwohnermelde- und Standesamt. In der Außenstelle Erxleben waren Gewerbe- und Ordnungsamt. In der Außenstelle Weferlingen war das Personalamt. In allen 3 Orten waren Hauptamt, Kämmerei und Bauamt ansässig.
Ab 1. Januar 2005 gehörte die Verwaltungsgemeinschaft Flechtingen zum Ohrekreis und ab dem 1. Juli 2007 zum  Landkreis Börde, der aus Bördekreis und Ohrekreis gebildet wurde. Im Juli 2007 hatte sie 16.995 Einwohner.
Wegen der Gemeindegebietsreform in Sachsen-Anhalt wurde diese VG am 1. Januar 2010 aufgelöst und bildete einen Teil der neuen Stadt Oebisfelde-Weferlingen sowie der neuen Verbandsgemeinde Flechtingen, die aus der Gemeinden Calvörde, Erxleben und Flechtingen gebildet wurde.

## Die ehemaligen Mitgliedsgemeinden mit ihren Ortsteilen
Die Mitgliedsgemeinden mit ihren Ortsteilen waren:
- Alleringersleben
- Altenhausen
- Bartensleben mit Groß Bartensleben und Klein Bartensleben
- Beendorf
- Behnsdorf
- Belsdorf
- Böddensell
- Bregenstedt
- Bülstringen
- Döhren
- Eimersleben mit Vorwerk Eimersleben
- Emden
- Erxleben
- Eschenrode
- Everingen
- Flechtingen mit Bahnhof Flechtingen, Hasselburg, Lemsell und Hilgesdorf
- Hakenstedt mit Groppendorf
- Hödingen
- Hörsingen
- Ivenrode mit Bischofswald
- Morsleben
- Ostingersleben
- Schwanefeld
- Seggerde
- Siestedt mit Klinze und Ribbensdorf
- Süplingen mit Bodendorf
- Uhrsleben
- Walbeck mit Drachenberg
- Flecken Weferlingen

## Geschichte
Die Verwaltungsgemeinschaft entstand zum 1. Januar 2005 durch die Zusammenlegung der Verwaltungsgemeinschaft Weferlingen, der Verwaltungsgemeinschaft Beverspring und der Verwaltungsgemeinschaft Flechtinger Höhenzug. Diese drei entstanden wiederum 1994, davor war jede Gemeinde selbstständig und hatte somit einen hauptamtlichen Bürgermeister mit eigener Verwaltung.